# Ким Бо Хён
Ким Бо Хён (кор. 김보현, 3 октября 1871, Мангёндэ, Пхёнандо, Чосон — 2 сентября 1955, Пхеньян) — крестьянин из провинции Пхёнан-Намдо, дед основателя КНДР Ким Ир Сена по отцовской линии.

## Биография
Ким Бо Хён родился 3 октября 1871 года, единственный сын крестьянина Ким Ын У. Отец умер 4 октября 1878 года, на следующий день после седьмого дня рождения Ким Бо Хёна, после чего он уехал жить к дяде.
В 20 лет Ким Бо Хён женился на Ли Бо-ик, которая была на пять лет моложе его. Пара имела трёх сыновей и три дочери, в том числе Ким Хен Чжика — отца Ким Ир Сена. По рассказам, чтобы накормить свою семью, Ким просыпался на рассвете и ходил по деревне собирать навоз, а по ночам плёл чипсины — соломенные сандалии и циновки при свете лампы.
Ким Ир Сен утверждал, что его предки, в том числе и Ким Бо Хён, участвовали в нападении на американское судно General Sherman, приведшее к Корейской экспедиции США.

## Память
Ким Бо Хён и Ли Бо Ик были названы «патриотами» редакционным комитетом Краткой биографии Ким Ир Сена.
19 августа 2013 года различные северокорейские организации возложили венки могилам Ким Бо Хёна и Ли Бо-ик.

## Семья
Мать: Леди Ли
Отец: Ким Ын У (1848 — 1878)
Жена: Ли Бо Ик (1876 — 1959)
Дети: Ким Хен Чжик (1894 — 1926)
Ким Хен Рок
Ким Хен Гвон (1905 — 1936)
Ким Гу Ир
Ким Хен Сил
Ким Хен Бок
Ким Хен Бок